# Sjöamads naturreservat
Sjöamads naturreservat är ett naturreservat i Tidaholms kommun i Västra Götalands län. Nammnet var före oktober 2018 Djupasjöns naturreservat.
Området är naturskyddat sedan 2017 och är 18 hektar stort. Reservatet omfattar ett våtområde väster om Djupasjön. Reservatet består av rikkärr, alsumpskog och barrsumpskog samt löv- och barrblandskog.